# محطة أبو بكر الصديق (مترو دبي)
محطة أبو بكر الصديق (بالإنجليزية: Abu Baker Al Siddique station)‏؛ هي محطة نقل سريع على الخط الأخضر لشبكة مترو دبي التي تخدم دبي في الإمارات العربية المتحدة.
تقع المحطة بالقرب من مركز حمرعين ومركز كيمز الطبي. كما تقع المحطة بالقرب من عدد من خطوط الحافلات. وبعد هذه المحطة، يمر خط المترو تحت الأرض.